# ピニオス川 (テッサリア)
ピニオス川（ピニオスがわ、ギリシア語: Πηνειός、ギリシア語発音: [piniˈos]、Pineiós）は、ギリシャのテッサリア地方を流れる川である。名称はギリシア神話の神、ペーネイオスに由来する。中世にはサラムヴリアス川 (Salamvrias) やサラヴリアス川 (Salavrias) としても知られた。
ピンドゥス山地に源を発し、ストミオ近くの「テンペ渓谷」（en）の北東でエーゲ海にそそぐ。国際的な環境条約によって保護されている大きな三角州は、その美しさと多種多様な動物で知られる。全長は185km。メツォヴォの東、ピンドゥ山地東部に位置するマラカシ村付近に水源がある。メテオラ地方やラリサ市は、この川沿いにある。トリカラは支流のリタイオス川に臨む。1960年代には、アテネとテッサロニキを結ぶ高速道路がテンペの谷を切り拓いて建設された。
戦艦ピニオスはこの川の名前にちなむ。
上流から順にマラカシ (Malakasi) 、カランバカ、メガルキ (Megarchi) 、メガラ・カリヴィア (Megala Kalyvia) 、ファルカドナ (Farkadona) 、ラリサ、エヴァンゲリスモス (Evangelismos) 、オモリオ (Omolio) などの町々を通る。